# 2026년
2026년은 목요일로 시작하는 평년이다.

## 예정
- 1월 1일 - 불가리아가 21번째로 유로존에 가입할 예정이다.
- 2월 3일 - 미국 픽사 애니메이션 스튜디오가 창립 40주년을 맞이할 예정이다.
- 2월 6일 ~ 2월 22일 -  이탈리아 밀라노 및 코르티나담페초에서 2026년 동계 올림픽이 개최될 예정이다.
- 3월 3일 - 2022 개정 교육과정이 초등학교 5~6학년과 중학교 2학년, 고등학교 2학년에 첫 적용된다.
- 3월 5일 ~ 3월 17일 - 2026년 월드 베이스볼 클래식 개최될 예정이다.
- 3월 6일 ~ 3월 15일 -  이탈리아 밀라노 및 코르티나담페초에서 2026년 동계 패럴림픽이 개최될 예정이다.
- 3월 16일 - 대전 도시철도 1호선 개통 20주년.
- 3월 31일 - NTT 도코모가 3G 서비스 FOMA를 종료될 예정이다.
- 3월 31일 - 수도권 전철 서해선이 서화성역까지 연장되고, 서해선에 KTX가 운행을 시작할 예정이다.
- 4월 17일 - 에버랜드 개장 50주년이 맞이할 예정이다.
- 4월 25일 - 뮤직카우 설립 10주년이 맞이할 예정이다.
- 6월 3일 - 제9회 전국동시지방선거가 치러질 예정이다.
- 6월 10일 - 6·10 만세 운동 100주년이 맞이할 예정이다.
- 6월 11일 ~ 7월 19일 -  미국,  캐나다,  멕시코에서 2026년 FIFA 월드컵이 개최될 예정이다.
- 7월 1일 - 인천광역시 중구, 동구가 폐지되고 제물포구, 영종구, 검단구가 신설될 예정이다.
- 8월 12일 - 일식.
- 9월 5일 ~ 11월 4일 - 전라남도 여수시에서 여수세계 섬 박람회가 개최될 예정이다.
- 9월 19일 ~ 10월 4일 -  일본 아이치현·나고야시에서 2026년 아시안 게임이 개최될 예정이다.
- 9월 중 - 서울 경전철 위례선이 개통될 예정이다.
- 10월 18일 ~ 10월 24일 -  일본 아이치현·나고야시에서 2026년 장애인 아시안 게임이 개최될 예정이다.
- 10월 25일 - 아시아나항공이 대한항공에 인수될 예정이다.
- 11월 19일 - 2027학년도 대학수학능력시험이 시행될 예정이다.
- 12월 중
  - 부산 도시철도 5호선 1단계(사상 ~ 하단) 구간이 개통될 예정이다.
  - 수도권 전철 신안산선이 개통될 예정이다.
- 하반기 - 양산 도시철도 전 구간이 개통될 예정이다.

### 미정
- 함양울산고속도로의 창녕JC - 북함양JC 구간이 개통될 예정이다.
- 암사동 유적지와 한강공원을 잇는 녹지길 '암사초록길'이 완공될 예정이다.
- CVX 탐색개발이 시작될 예정이다.
- 스페인 바르셀로나에 지어지고 있는 로마 가톨릭 성당 사그라다 파밀리아가 완공될 예정이다.
- 김해국제공항이 확장 개항할 예정이다.
- 화성탐사로버에 탑재되어 열과 전기를 공급하는 플루토늄 발전기(plutonium generators)의 연료가 소진될 예정이다.
- 유럽 우주국이 우주공간 임무 로드맵(Cosmic Vision: Space Science for Europe 2015–2025)의 일환으로 M-class 미션을 수행하기 위해 플라토 우주망원경(영어판)을 발사할 예정이다. 플라토는 외계 행성 발견 임무 수행을 위해 발사하는 우주망원경이다.
- OKEANOS가 발사될 예정이다.
- 대한민국의 차세대 다목적 전투기 KAI KF-21 보라매가 실전 배치될 예정이다.
- 두바이 타워스 도하가 완공될 예정이다.
- 아리랑 6호가 발사될 예정이다.
- 아리랑 7호가 발사될 예정이다.
- 부산 도시철도 2호선 양산중앙역이 개통될 예정이다.
- 수도권제2순환고속도로의 곤지암JC - 남양평JC 구간이 개통될 예정이다.
- 오산용인고속도로가 개통될 예정이다.
- 국립충주박물관이 개장될 예정이다.
- 강진광주고속도로의 벽진IC~강진JC 구간이 개통될 예정이다.
- 세종포천고속도로의 세종JC~남안성JC 구간이 개통될 예정이다.[1]
- 경부고속도로의 회덕IC가 개통될 예정이다.
- 서울양주고속도로가 착공될 예정이다.
- 렛츠런파크 영천이 개장될 예정이다.
- S-BRT 부천이 개통될 예정이다.
- 인천발 KTX와 수원발 KTX가 개통될 예정이다.

## 문화
- 4월 5일 - 부활절.

## 노벨상
- 경제학상:
- 문학상:
- 물리학상:
- 생리학 및 의학상:
- 평화상:
- 화학상:

## 달력
| 1월 |    |    |    |    |    |    |
| 일  | 월 | 화 | 수 | 목 | 금 | 토 |
|     |    |    |    | 1  | 2  | 3  |
| 4   | 5  | 6  | 7  | 8  | 9  | 10 |
| 11  | 12 | 13 | 14 | 15 | 16 | 17 |
| 18  | 19 | 20 | 21 | 22 | 23 | 24 |
| 25  | 26 | 27 | 28 | 29 | 30 | 31 |

| 2월 |    |    |    |    |    |    |
| 일  | 월 | 화 | 수 | 목 | 금 | 토 |
| 1   | 2  | 3  | 4  | 5  | 6  | 7  |
| 8   | 9  | 10 | 11 | 12 | 13 | 14 |
| 15  | 16 | 17 | 18 | 19 | 20 | 21 |
| 22  | 23 | 24 | 25 | 26 | 27 | 28 |

| 3월 |    |    |    |    |    |    |
| 일  | 월 | 화 | 수 | 목 | 금 | 토 |
| 1   | 2  | 3  | 4  | 5  | 6  | 7  |
| 8   | 9  | 10 | 11 | 12 | 13 | 14 |
| 15  | 16 | 17 | 18 | 19 | 20 | 21 |
| 22  | 23 | 24 | 25 | 26 | 27 | 28 |
| 29  | 30 | 31 |    |    |    |    |

| 4월 |    |    |    |    |    |    |
| 일  | 월 | 화 | 수 | 목 | 금 | 토 |
|     |    |    | 1  | 2  | 3  | 4  |
| 5   | 6  | 7  | 8  | 9  | 10 | 11 |
| 12  | 13 | 14 | 15 | 16 | 17 | 18 |
| 19  | 20 | 21 | 22 | 23 | 24 | 25 |
| 26  | 27 | 28 | 29 | 30 |    |    |

| 5월 |    |    |    |    |    |    |
| 일  | 월 | 화 | 수 | 목 | 금 | 토 |
|     |    |    |    |    | 1  | 2  |
| 3   | 4  | 5  | 6  | 7  | 8  | 9  |
| 10  | 11 | 12 | 13 | 14 | 15 | 16 |
| 17  | 18 | 19 | 20 | 21 | 22 | 23 |
| 24  | 25 | 26 | 27 | 28 | 29 | 30 |
| 31  |    |    |    |    |    |    |

| 6월 |    |    |    |    |    |    |
| 일  | 월 | 화 | 수 | 목 | 금 | 토 |
|     | 1  | 2  | 3  | 4  | 5  | 6  |
| 7   | 8  | 9  | 10 | 11 | 12 | 13 |
| 14  | 15 | 16 | 17 | 18 | 19 | 20 |
| 21  | 22 | 23 | 24 | 25 | 26 | 27 |
| 28  | 29 | 30 |    |    |    |    |

| 7월 |    |    |    |    |    |    |
| 일  | 월 | 화 | 수 | 목 | 금 | 토 |
|     |    |    | 1  | 2  | 3  | 4  |
| 5   | 6  | 7  | 8  | 9  | 10 | 11 |
| 12  | 13 | 14 | 15 | 16 | 17 | 18 |
| 19  | 20 | 21 | 22 | 23 | 24 | 25 |
| 26  | 27 | 28 | 29 | 30 | 31 |    |

| 8월 |    |    |    |    |    |    |
| 일  | 월 | 화 | 수 | 목 | 금 | 토 |
|     |    |    |    |    |    | 1  |
| 2   | 3  | 4  | 5  | 6  | 7  | 8  |
| 9   | 10 | 11 | 12 | 13 | 14 | 15 |
| 16  | 17 | 18 | 19 | 20 | 21 | 22 |
| 23  | 24 | 25 | 26 | 27 | 28 | 29 |
| 30  | 31 |    |    |    |    |    |

| 9월 |    |    |    |    |    |    |
| 일  | 월 | 화 | 수 | 목 | 금 | 토 |
|     |    | 1  | 2  | 3  | 4  | 5  |
| 6   | 7  | 8  | 9  | 10 | 11 | 12 |
| 13  | 14 | 15 | 16 | 17 | 18 | 19 |
| 20  | 21 | 22 | 23 | 24 | 25 | 26 |
| 27  | 28 | 29 | 30 |    |    |    |

| 10월 |    |    |    |    |    |    |
| 일   | 월 | 화 | 수 | 목 | 금 | 토 |
|      |    |    |    | 1  | 2  | 3  |
| 4    | 5  | 6  | 7  | 8  | 9  | 10 |
| 11   | 12 | 13 | 14 | 15 | 16 | 17 |
| 18   | 19 | 20 | 21 | 22 | 23 | 24 |
| 25   | 26 | 27 | 28 | 29 | 30 | 31 |

| 11월 |    |    |    |    |    |    |
| 일   | 월 | 화 | 수 | 목 | 금 | 토 |
| 1    | 2  | 3  | 4  | 5  | 6  | 7  |
| 8    | 9  | 10 | 11 | 12 | 13 | 14 |
| 15   | 16 | 17 | 18 | 19 | 20 | 21 |
| 22   | 23 | 24 | 25 | 26 | 27 | 28 |
| 29   | 30 |    |    |    |    |    |

| 12월 |    |    |    |    |    |    |
| 일   | 월 | 화 | 수 | 목 | 금 | 토 |
|      |    | 1  | 2  | 3  | 4  | 5  |
| 6    | 7  | 8  | 9  | 10 | 11 | 12 |
| 13   | 14 | 15 | 16 | 17 | 18 | 19 |
| 20   | 21 | 22 | 23 | 24 | 25 | 26 |
| 27   | 28 | 29 | 30 | 31 |    |    |

### 음양력 대조 일람
| 음력월 | 월건 | 대소 | 음력 1일의 양력 월일 | 음력 1일 간지 |
| ------ | ---- | ---- | -------------------- | ------------- |
| 1월    | 경인 | 대   | 2월 17일             | 임술          |
| 2월    | 신묘 | 소   | 3월 19일             | 임진          |
| 3월    | 임진 | 대   | 4월 17일             | 신유          |
| 4월    | 계사 | 소   | 5월 17일             | 신묘          |
| 5월    | 갑오 | 소   | 6월 15일             | 경신          |
| 6월    | 을미 | 대   | 7월 14일             | 기축          |
| 7월    | 병신 | 소   | 8월 13일             | 기미          |
| 8월    | 정유 | 대   | 9월 11일             | 무자          |
| 9월    | 무술 | 소   | 10월 11일            | 무오          |
| 10월   | 기해 | 대   | 11월 9일             | 정해          |
| 11월   | 경자 | 대   | 12월 9일             | 정사          |
| 12월   | 신축 | 대   | 2027년 1월 8일       | 정해          |

### 연휴
- 1월 1일 (목) ~ 1월 4일 (일) - 새해 첫날 징검다리 연휴 (4일)
- 2월 14일 (토) ~ 2월 18일 (수) - 설날 연휴 (5일)
- 2월 28일 (토) ~ 3월 2일 (월) - 삼일절 연휴 (3일)
- 5월 1일 (금) ~ 5월 5일 (화) - 노동절·어린이날 징검다리 연휴 (5일)
- 5월 23일 (토) ~ 5월 25일 (월) - 부처님 오신 날 연휴 (3일)
- 8월 15일 (토) ~ 8월 17일 (월) - 광복절 연휴 (3일)
- 9월 24일 (목) ~ 9월 27일 (일) - 추석 연휴 (4일)
- 10월 3일 (토) ~ 10월 5일 (월) - 개천절 연휴 (3일)
- 10월 9일 (금) ~ 10월 11일 (일) - 한글날 연휴 (3일)
- 12월 25일 (금) ~ 12월 27일 (일) - 크리스마스 연휴 (3일)